# Melese chiriquensis
Melese chiriquensis är en fjärilsart som beskrevs av William Schaus 1905. Melese chiriquensis ingår i släktet Melese och familjen björnspinnare. Inga underarter finns listade i Catalogue of Life.